# Епархия Сен-Жана — Лонгёя
Епархия Херста (лат. Dioecesis Sancti Ioannis-Longoliensis) — епархия Римско-Католической церкви с центром в городе Сен-Жан-сюр-Ришелье, Канада. Епархия Сен-Жана — Лонгёя входит в архиепархию Монреаля. Кафедральным собором епархии Сен-Жана — Лонгёя является собор святого Иоанна Евангелиста в городе Лонгёй.

## История
19 июня 1933 года Римский папа Пий XI издал буллу «Ecclesiae Universalis», которой учредил епархию Сен-Жана-де Квебек, выделив её из архиепархии Монреаля. 
27 февраля 1982 года епархия Сен-Жана-де-Квебек была переименована в епархию Сен-Жана — Лонгёя.

## Ординарии епархии
- епископ Paul-Ernest-Anastase Forget (12.05.1934 — 3.02.1955);
- епископ Gérard-Marie Coderre (3.02.1955 — 3.05.1978);
- епископ Bernard Hubert (3.05.1978 — 2.02.1996);
- епископ Jacques Berthelet (27.12.1996 — 28.10.2010);
- епископ Lionel Gendron (28.10.2010 — по настоящее время).

## Источник
- Annuario Pontificio, Libreria Editrice Vaticana, Città del Vaticano, 2003, ISBN 88-209-7422-3.
- Булла Ecclesiae Universalis, AAS 26 (1934), стр. 622 (лат.)